# Daniel Dillon
Daniel James Dillon (n. 19 martie 1986, Melbourne, Victoria, Australia) este un baschetbalist australian care evoluează în prezent pentru echipa CSM Oradea, fiind unul din cei mai importanți jucători ai echipei.